# Belle Cora
Arabella Ryan (1832 - 19-2-1862) , na de huwelijkssluiting (in 1856) ook Arabella Cora, beter bekend als Belle Cora, was een madam. Ze kreeg meer publieke aandacht toen (in 1855) haar minnaar en gokker, Charles Cora, Marshall William H. Richardson vermoordde.

## Hoe Belle Cora in de prostitutie kwam
Over hoe Belle Cora in de prostitutie kwam, bestaan twee verschillende versies. Volgens de eerste zou zij de dochter zijn van een minister in Baltimore. Arabella Ryan werd in deze versie als tiener zwanger. Toen haar vader erachter kwam, gooiden de ouders dochter Arabelle uit hun huis, en zetten zij haar ertoe aan om te verhuizen van Baltimore naar New Orleans. In 1849 werd de baby geboren en overleed de baby. De tweede versie toont Belle Cora als dochter van Ierse katholieke ouders in Baltimore. Zij werkte bij een kledingwinkel naast een bordeel. Geïntrigeerd door het bordeel, wordt zij (en haar zus) betrokken bij de seksindustrie.

## Charles Cora
In New Orleans in 1849 ontmoet Arabella Ryan Charles Cora. In december 1849 verhuisde de twee naar Sacramento, Californië. Na enige tijd, verhuisde Belle Cora en Charles Cora naar Marysville, California , waar Belle Cora haar eerste bordeel opent, genaamd New World. Deze gelegenheid bood ook spellen aan, zoals poker, roulette, Faro en Dice. Daarna opent Belle Cora een tweede bordeel in Sonora. Belle Cora zette in 1852 een salon op in Washington Street, in San Francisco. De salon was in een rosse buurt met onder meer bordelen. Haar echtgenoot, Charles Cora, werd voor de moord op Marshall William H. Richardson opgehangen op 22 mei 1856. Vlak voor de ophanging trouwde Arabelle Ryan met Charles Cora. Na de dure juridische strijd en het ophangen van haar man, bleef Belle haar bordeel runnen.

## Overlijden
Belle Cora stierf in 1862 aan een longontsteking. Zij is begraven op de Calvary Cemetery, ook bekend als Mount Calvary Cemetery. In 1916 werden Belle Cora en Charles Cora opgegraven en herbegraven op Mission Dolores Cemetery.